# Rallye Dakar 1998
Die Rallye Dakar 1998 (Paris-Granada-Dakar) war die 20. Ausgabe der Rallye Dakar. Sie begann am 1. Januar 1998 in Versailles und endete am 18. Januar 1998 in Dakar.
Die Strecke führte über 10.593 km (davon 5.219 Wertungskilometer) durch Frankreich, Spanien, Marokko, Mauretanien, Mali und Senegal.
An der Rallye nahmen insgesamt 323 Teilnehmer – 115 Autos, 173 Motorräder und 35 LKW teil.

## Endwertung

### PKW
|    | Fahrer               | Fahrzeug                    |
| -- | -------------------- | --------------------------- |
| 1. | Jean-Pierre Fontenay | Mitsubishi Pajero Evolution |
| 2. | Kenjirō Shinozuka    | Mitsubishi Pajero Evolution |
| 3. | Bruno Saby           | Mitsubishi Pajero Evolution |

### LKW
|    | Fahrer             | Fahrzeug  |
| -- | ------------------ | --------- |
| 1. | Karel Loprais      | Tatra 815 |
| 2. | Yoshimasa Sugawara | Hino 500  |
| 3. | Milan Kořený       | Tatra 815 |

### Motorräder
|    | Fahrer               | Fahrzeug |
| -- | -------------------- | -------- |
| 1. | Stéphane Peterhansel | Yamaha   |
| 2. | Fabrizio Meoni       | KTM      |
| 3. | Andy Haydon          | KTM      |